# Anders Henrik Bull
Anders Henrik Bull, född den 25 januari 1875 i Minneapolis, var en norsk elektrotekniker, son till Ole Bornemann Bull.
Bull genomgick tekniska skolan i Kristiania och studerade 1897-98 elektroteknik vid tekniska högskolan i Hannover. Under sin studietid där uppfann han en metod för trådlös telegrafi, vilken han senare vidareutvecklade. 
Medan de flesta andra avsändningsmetoder vilade på elektriska resonansverkningar, grundade sig den av Bull uppfunna på en mekanisk process. Bull har i The electrician redogjort för sitt system och de praktiska försöken.